# Ivolka
Ivolka (ryska: Иволька) är ett vattendrag i Belarus.   Det ligger i voblasten Homels voblast, i den östra delen av landet, 260 km sydost om huvudstaden Minsk.
Omgivningarna runt Ivolka är en mosaik av jordbruksmark och naturlig växtlighet. Runt Ivolka är det ganska tätbefolkat, med 179 invånare per kvadratkilometer.